# Thakkolam
Thakkolam is een panchayatdorp in het district Ranipet van de Indiase staat Tamil Nadu. 

## Demografie
Volgens de Indiase volkstelling van 2001 wonen er 11.919 mensen in Thakkolam, waarvan 54% mannelijk en 46% vrouwelijk is. De plaats heeft een alfabetiseringsgraad van 70%. 